# An Mỹ, Kế Sách
An Mỹ là một xã thuộc huyện Kế Sách, tỉnh Sóc Trăng, Việt Nam.

## Địa lý
Xã An Mỹ nằm ở phía đông nam huyện Kế Sách, có vị trí địa lý:
- Phía đông giáp huyện Long Phú
- Phía tây giáp thị trấn Kế Sách
- Phía nam giáp huyện Châu Thành và huyện Long Phú
- Phía bắc giáp xã Nhơn Mỹ.

Xã An Mỹ có diện tích 29,35 km², dân số năm 2022 là 18.048 người, mật độ dân số đạt 614 người/km².

## Hành chính
Xã An Mỹ được chia thành 7 ấp: An Nghiệp, Ba, Phú Tây, Phụng An, Trường Lộc, Trưởng Phú, Trường Thọ.